# 卡蒂·何舒
卡蒂·何舒（英語：Katie Ho-Shue，2000年12月6日—），加拿大女子羽毛球運動員。

## 簡歷
2016年7月，卡蒂·何舒代表加拿大參加在秘魯利馬舉行的泛美洲青年羽毛球錦標賽，分別贏得混合團體、女子雙打和混合雙打比賽三項冠軍。

## 主要比賽成績
只列出曾進入準決賽的國際賽事成績：
| 年份   | 賽事                     | 公開賽級別 | 項目     | 拍檔                   | 成績   |
| ------ | ------------------------ | ---------- | -------- | ---------------------- | ------ |
| 2016年 | 泛美洲青年羽毛球錦標賽   | 其他       | 混合團體 | －                     | 冠軍   |
| 2016年 | 泛美洲青年羽毛球錦標賽   | 其他       | 女子雙打 | Giselle Chan           | 冠軍   |
| 2016年 | 泛美洲青年羽毛球錦標賽   | 其他       | 混合雙打 | 楊燦                   | 冠軍   |
| 2017年 | 泛美洲青年羽毛球錦標賽   | 其他       | 混合團體 | －                     | 亞軍   |
| 2017年 | 泛美洲青年羽毛球錦標賽   | 其他       | 女子單打 | －                     | 季軍   |
| 2017年 | 泛美洲青年羽毛球錦標賽   | 其他       | 女子雙打 | 亚历山德拉·莫卡努      | 亞軍   |
| 2017年 | 泛美洲青年羽毛球錦標賽   | 其他       | 混合雙打 | 楊燦                   | 冠軍   |
| 2018年 | 泛美洲青年羽毛球錦標賽   | 其他       | 混合團體 | －                     | 冠軍   |
| 2018年 | 泛美洲青年羽毛球錦標賽   | 其他       | 女子單打 | －                     | 季軍   |
| 2018年 | 美國羽毛球國際系列賽     | 國際系列賽 | 混合雙打 | Antonio Li             | 準決賽 |
| 2018年 | 危地馬拉羽毛球國際系列賽 | 國際系列賽 | 女子單打 | －                     | 亞軍   |
| 2018年 | 危地馬拉羽毛球國際系列賽 | 國際系列賽 | 女子雙打 | 亚历山德拉·莫卡努      | 準決賽 |
| 2018年 | 危地馬拉羽毛球國際系列賽 | 國際系列賽 | 混合雙打 | Jonathan Bing Tsan Lai | 準決賽 |

| 2007-2017年 | 首要超級賽 | 超級賽 | 黃金大獎賽 | 大獎賽 | 國際挑戰賽 | 國際系列賽 | 未來系列賽 | 其他 |

| 2018-2026年 | 總決賽 | 超級1000賽 | 超級750賽 | 超級500賽 | 超級300賽 | 超級100賽 | 國際挑戰賽 | 國際系列賽 | 未來系列賽 | 其他 |